# Ingenting
Ingenting – pierwszy singel promujący siódmą płytę zespołu Kent – Tillbaka till samtiden. 
Singel został wydany 17 września 2007. Premiera utworu miała miejsce w poniedziałek 17 września w programie "Vaken med P3 & P4" w szwedzkim radiu P3. Tytuł piosenki znaczy nic.

## Lista utworów
1. Ingenting
2. Ingenting (Alex Dolby och Santos Remix)
3. Ingenting (Shieldster Remix)
4. Ingenting (Copyfokking Rmx)
5. Min värld